# Huatasani (distrito)
Huatasani é um distrito do departamento de Puno, localizada na província de Huancané, Peru.

## Transporte
O distrito de Huatasani é servido pela seguinte rodovia:
- PU-115, que liga a cidade ao distrito de Quilcapuncu
- PE-34H, que liga o distrito de San Pedro de Putina Punco (e a Fronteira Bolívia-Peru, Parque Nacional Madidi) à cidade de Juliaca [1][2][3]